# L12 Ocean
Ocean (L12) er et såkaldt LHD (Landing Platform Helicopter) (eller helikopterhangarskib), det eneste skib i sin klasse. Skibet er designet til at støtte amfibielandgangsoperationer samt at støtte flådestyrker med stabsfaciliteter. Skibet var det største skib i Royal Navy indtil hangarskibene af Queen Elizabeth-klassen bliver operative. Skibet er i 2018 solgt til Brasilien og det forventes at blive leveret inden udgangen af 2018.
Skibet blev bygget i 1990'erne af Kvaerner Govan Ltd der er placeret ved floden Clyde, udrustet af VSEL ved Barrow-in-Furness før sine søprøver og efterfølgende kommandohejsning. Skibet indgik i aktiv tjeneste i september 1998 i sin nye basehavn HMNB Devonport, Plymouth, Devon.
HMS Ocean vendte tilbage fra sit 43.500 km Taurus 09 togt til fjernøsten den 3. august 2009. I perioden 2011-2017 deltog skibet i en del operationer og øvelser i Middelhavet.

## Konstruktion
I februar 1992 blev der der lagt et udbud ud på bygningen af et nyt helikopterhangarskib I februar 1993 rapporterede The Times at anskaffelsen af skibet muligvis ville blive annulleret på grund af budgetproblemer. På cirka samme tid blev britiske styrker dog engageret i operationer på Balkan, hvorved man var nød til at benytte Royal Fleet Auxiliarys flytræningsskib RFA Argus (A135) som et LPH. Argus viste sig at være fuldstændigt utilstrækkeligt i forhold til de faciliteter og indkvarteringsmuligheder man havde behov for når der var et større Royal Marines-kontigent om bord. Disse utilstrækkeligheder understegede behovet for et skib der var blevet bygget til formålet. Den 29. marts 1993 udtalte ministeren for forsvarsanskaffelser at anskaffelsen af et nyt LPH skred frem efter planen.
To værfter konkurrerede om kontrakten – Vickers Shipbuilding and Engineering Ltd. (VSEL) og Swan Hunter. Den 11. maj 1993 annoncerede regeringen at VSEL havde vundet kontrakten. Bygningen af skibet ville foregå efter civile standarder, hvorved omkostningerne til vill blive væsentlig reduceret. Dette betød at skibet konstruktionsomkostninger endte på £154 million £, hvilket kan sammenlignes med prisen for en Duke-klasse fregat. VSEL, der bygger krigsskibe, udliciterede opgaven til det kommercielle værft Kværner i Govan, Glasgow.
Det faktum at VSEL's tilbud var 71 million pund lavere end Swan Hunter's gav anledning til politisk diskussion og førte til sidst til at den britiske rigsrevision foretog en undersøgelse af affæren for at konkludere hvorvidt kontrakten blev vundet på hæderlig vis. Rapporten, der blev offentliggjort den 29. juli 1993, fastslog at forsvarsministeriet ikke begik en fejl ved at give kontrakten til VSEL. Det blev anført at VSEL's tilbud var med subsidier, men at disse var så små at den store prisforskel mellem de to bud ikke gjorde den store forskel; VSEL's bud var på 139,5 mio pund, hvorimod Swan Hunters tilbud lå på 210,6millioner pund. The Times mente desuden at vide at subsidierne ikke udgjorde mere end 10 mio pund. Op til udgivelsen af redegørelsen fra rigsrevisionen beskrev Financial Times de firmaernes forskellige bygningsfilosofier; Mens Swan Hunter betragtede projektet som et rent militært projekt anså VSEL designet som et reelt handelsskib med militært isenkram boltet fast. VSEL's beslutning og at udlicitere byggefasen til et værft med speciale i civile skibe betød skibene kunne bygges hurtigere og billigere da man brugte de mange erfaringer og konkurrencemæssige fordele et civilt værft kunne bruge.
Søsætningen foregik den 11. oktober 1995, hvor skibet blev navngivet af Elizabeth II af Storbritannien den 20. februar 1998, før leveringen til Royal Navy.
Under søprøverne nåede skibet en topfart på 20,6 knob, men skibets normale topfart er dog 18 knob efterhånden som skibet er blevet fuldt udstyret med sit militære isenkram.

## I tjeneste
Under Ocean's klimaprøver støttede skibet de humanitære operationer i Honduras efter orkanen Mitch.
I 2000 støttede Ocean Operation Palliser i Sierra Leone, hvor skibet mødtes med HMS Illustrious med at undertrykke oprørsaktivitet med sit eget marineinfanteri og samtidigt støttede hærens bataljon på land.
Den 17. februar 2002, kom en Royal Marines enhed fra Ocean ved en fejl til at gå i land på en spansk strand ved byen La Línea de la Concepción tæt Gibraltar, der var det tilsigtede mål. Dette resulterede en en mindre diplomatisk krise, da flere medier rapporterede om "invasionen".
Ocean var en del af en Royal Navy task force der var på vej mod Operation Telic, det britiske bidrag til invasionen af Irak 2003. Skibet var optimeret til helikopteroperationer og sejlede sammen med HMS Ark Royal.
I sommeren 2006, deltog hun i en stor amerikansk øvelse på den amerikanske østkyst.
I 2007, undergik Ocean sit første længere værftsophold. Dette fandt sted ved flådestationen i Plymouth og varede omkring et år. Under denne periode overtog Ark Royal skibets pligter og beredskab. HMS Ocean sejlede fra Plymouth onsdag den 24. september 2008 på søprøver efter den lange vedligeholdelses- og opgraderingsperiode i dok og langs kaj. En del af opgraderingen var en PyTEC incinerator, hvor restvarmen kunne udnyttes til skibets varmeforsyning.
Den 18. februar 2009, afsejlede Ocean fra Devonport som en del af Taurus 09 togtet underlagt chefen for den britiske amfibietask force Flotilleadmiral Peter Hudson. Denne task force bestod af HMS Bulwark (L15) (Hudson's flagskib), Type 23 fregatterne HMS Argyll (F231) og HMS Somerset (F82) samt fire skibe fra Royal Fleet Auxiliary.
Luftfartsproblemerne efter Eyjafjallajökulls vulkanudbrud 2010 betød at Premierminister Gordon Brown beordrede Ocean og et antal andre skibe til at redde strandede rejsende og militærpersonel over den engelske kanal i en operation der blev navngivet Operation Cunningham efter admiralen fra 2. verdenskrig Andrew Cunningham.
I 2010 sejlede skibet igen på togt, første stop var øvelsen Auriga på den amerikanske østkyst. Derefter sejlede skibet til Brasilien for at træne med Marinha do Brasil mens man underskrev en militær samarbejdsaftale om bord. Derefter krydsede Ocean Atlanterhavet på vej til Nigeria for at deltage i en flådeparade og deltage i kapacitetsopbygning med den nigerianske flåde som en del af African partnership-programmet.

## Rolle
Ocean blev designet til at give en amfibielandgangskapacitet, lignende det Albion-klassen kan tilbyde. Skibet kan medbringe omkring en bataljon marineinfanteri fra 3. Commando Brigade støttet af helikoptere og landgangsfartøjer.
Ocean har desuden mulighed for at udføre antiubådskrigsførelse ved hjælp af sine helikoptere. Desuden kan skibet udgøre udgangspunktet for antiterrorenheder, specialstyrkeoperationer og som en træningsplatform for disse.

### Landgangsfartøjer
4 LCVP er permanent om bord og bemandet af Royal Marines.

## Salg til Brasilien
HMS Ocean vil stryge kommando i marts 2018 som et led i en spareplan hvor der ikke forventes at komme en erstatning for skibet.
I 2017 blev det offentliggjort at Brasilien var interesseret i at købe Ocean som en erstatning for hangarskibet A12 São Paulo som udgik fra brasiliansk tjeneste i 2017 efter adskillige mekaniske defekter. Royal Navy offentliggjorde en salgspris på 80,3 mio pund. I november 2017 indledte det brasilianske forsvarsministerium anskaffelsesforhandlinger med Storbritannien.
I december 2017, bekræftede brasiliens flåde købet af Ocean for 84,6 mio britiske pund. Skibet stryger kommando i marts 2018 efterfulgt af en vedligeholdelsesperode og forventes at ankomme til Rio de Janeiro inden udgangen af 2018. Skibet forventes at være i aktiv brasiliansk tjeneste i 2020. Brazilian defence officials confirmed the purchase, as well as officials from the UK MoD, as of 17 February 2018.